# Alexander Samuelson
Alexander Samuelson, född 4 januari 1862 i Kareby socken, Kungälv (Göteborgs och Bohus län), död 1934 i Indiana, USA, var en svensk-amerikansk glasingenjör. Han arbetade på Surte glasbruk innan han emigrerade till USA 1883.

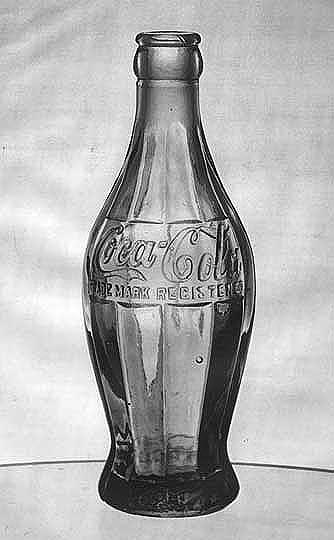
Coca-Cola-flaskan från 1915, formgiven av Oscar Hedberg..

På ett glasbruk i Terre Haute i Indiana formgav Alexander Samuelsson 1915 Coca-Colas berömda glasflaska som introducerades 1916; åtminstone återfinns hans namn på patentet. Samuelson var en hög chef på Chapman Root Bottling Company och det har hävdats att det i själva verket var Earl R. Dean som ritade flaskan. Varken Samuelson eller Dean blev rika på formgivningen; mångmiljonär blev istället företagets ägare Chapman J. Root.
Flaskan blev världens mest välkända varumärke och varuförpackning. Flaskans ursprungliga utseende var inspirerad av kakaobönans form och betydligt buktigare än den som slutligen gick i produktion. Det geniala med flaskan var att den var greppvänlig, hade ett omisskännligt utseende och att glaset inte splittrades när flaskan tappades. Till en början tillverkades flaskan i en blå, en grön och en glasklar variant.